# Zwischenstaatliches Forum für Chemikaliensicherheit
Das Zwischenstaatliche Forum für Chemikaliensicherheit (englisch Intergovernmental Forum on Chemical Safety, IFCS) wurde im Jahr 1994 in Stockholm infolge der Umsetzung des Kapitels 19 der Agenda 21 der Konferenz der Vereinten Nationen über Umwelt und Entwicklung (UNCED) im Juni 1992 in Rio de Janeiro gegründet. Seinen Sitz hat das IFCS-Sekretariat bei der Weltgesundheitsorganisation (WHO) in Genf.
Das Forum soll Empfehlungen für Regierungen sowie für internationale und zwischenstaatliche Organisationen zur Chemikaliensicherheit erarbeiten. Die bekannteste ist die sog. Bahia-Deklaration, die im Jahr 2000 auf dem Forum III verabschiedet wurde und einen konkreten Aktionsplan bis 2008 zur Umsetzung der Agenda 21 enthält.